# 바츠와프 시에르핀스키

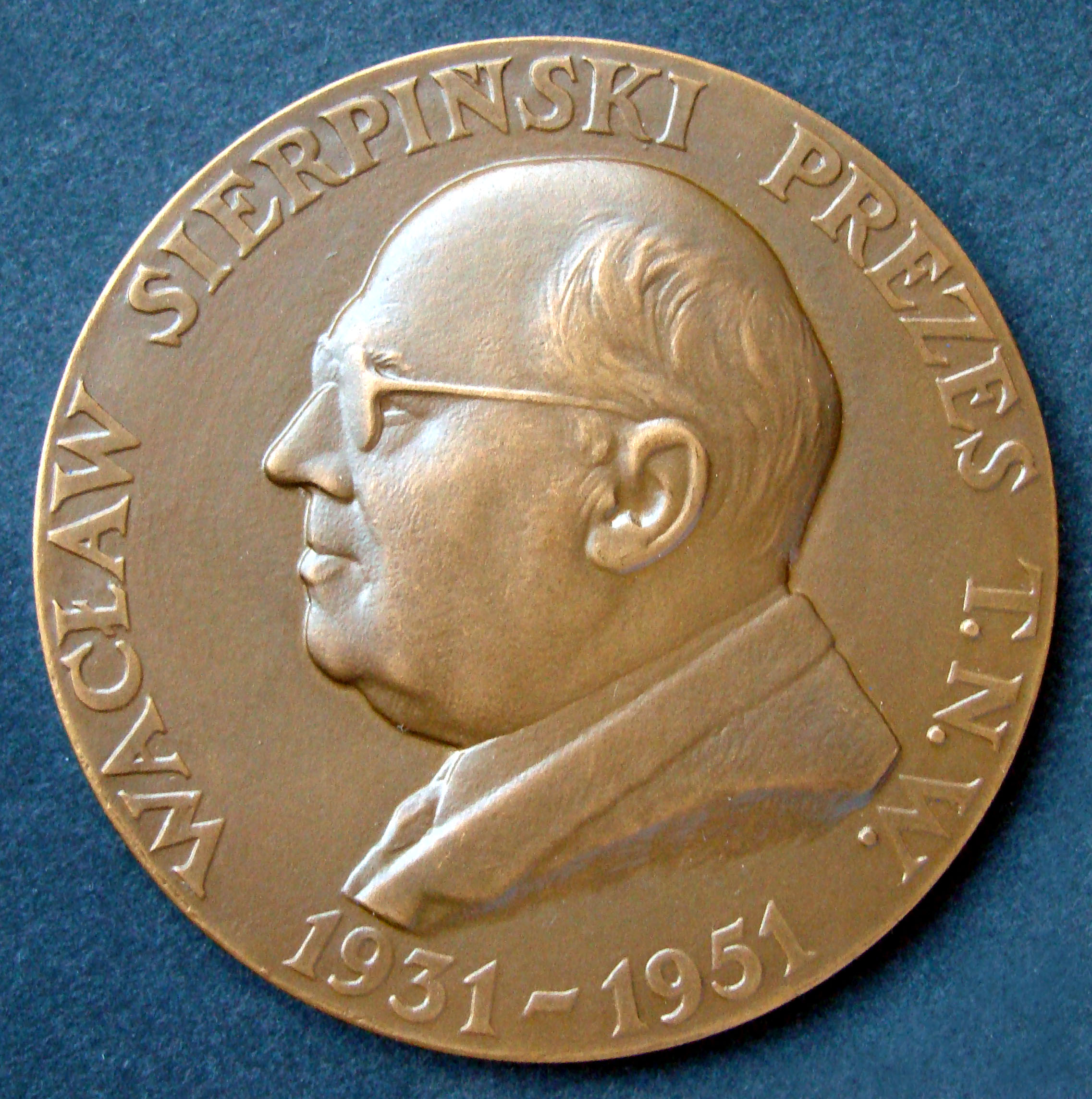
메달에 새겨진 시에르핀스키

바츠와프 프란치셰크 시에르핀스키(폴란드어: Wacław Franciszek Sierpiński, [ˈvat͡swaf fraɲˈt̠͡ɕiʂɛk ɕɛrˈpʲiɲskʲi], 1882년 3월 14일 ~ 1969년 10월 21일)는 폴란드의 수학자이다. 집합론과 수론 및 위상수학에 공헌하였다.

## 생애
1882년 3월 14일 바르샤바에서 태어났다. 1899년에 바르샤바 대학교 수학·물리학부에 입학하였고, 1904년에 졸업하였다. 이후 바르샤바에서 수학·물리학 교사로 일했다. 그러나 학교가 잠시 파업으로 폐교하자, 크라쿠프로 이사하여 야기에우워 대학교에 박사 과정 학생으로 입학하였다. 1908년에 박사 학위를 수여받았고, 리비우로 이사하여 리비우 대학교의 교수가 되었다. 여기서 집합론에 관심을 가져 공부하기 시작하였고, 1909년에 최초의 대학교 집합론 과목을 개강하였다. 1908년~1914년 동안에 여러 편의 논문 및 집합론과 수론에 관한 3권의 책을 출판하였다.
1914년에 제1차 세계 대전이 발발할 당시 시에르핀스키 가족은 러시아에 있었다. 전쟁 때문에 시에르핀스키는 모스크바에 머무르는 수밖에 없었다. 1918년 종전 뒤 시에르핀스키는 다시 리비우로 돌아왔으나, 곧 바르샤바 대학교 교수로 초청받아 바르샤바로 이사하였다. 이듬해 1919년에 정교수로 승진하였고, 여생을 바르샤바에서 보냈다.
1960년에 바르샤바 대학교에서 은퇴하였다. 1969년 10월 21일 바르샤바에서 사망하였다. 생전 시에르핀스키는 총 724편의 논문과 50권의 책을 출판하였다.

## 저서
- W. Sierpiński (1964). 《Elementary theory of numbers》. Monografie Matematyczne 42. ISBN 0-444-86662-0. 2013년 5월 9일에 원본 문서에서 보존된 문서. 2012년 11월 19일에 확인함.

## 참고 문헌
- Kuratowski, Kazimierz (1972). “Wacław Sierpiński (1882–1969)” (PDF). 《Acta Arithmetica》 (영어) 21: 1–5.
- Schinzel, Andrzej (1972). “Wacław Sierpinski's papers on the theory of numbers” (PDF). 《Acta Arithmetica》 (영어) 21: 7–13.

## 같이 보기
- 시에르핀스키 공간
- 시에르핀스키 상수
- 시에르핀스키 카펫
- 시에르핀스키 삼각형